# Grande Prêmio da Hungria de 1994
Resultados do Grande Prêmio da Hungria de Fórmula 1 realizado em Hungaroring em 14 de agosto de 1994. Décima etapa da temporada, foi vencido pelo alemão Michael Schumacher, da Benetton-Ford, com Damon Hill em segundo pela Williams-Renault e Jos Verstappen em terceiro, também pela Benetton-Ford.

## Resumo
Primeiro pódio de Jos Verstappen.

## Classificação

### Treinos classificatórios
| Pos.   | Nº | Piloto                | Construtor        | Treino 01 | Treino 02 | Grid    |
| ------ | -- | --------------------- | ----------------- | --------- | --------- | ------- |
| 1      | 5  | Michael Schumacher    | Benetton-Ford     | 1:19.479  | 1:18.258  |         |
| 2      | 0  | Damon Hill            | Williams-Renault  | 1:19.700  | 1:18.824  | + 0.566 |
| 3      | 2  | David Coulthard       | Williams-Renault  | 1:20.395  | 1:20.205  | + 1.947 |
| 4      | 28 | Gerhard Berger        | Ferrari           | 1:21.009  | 1:20.219  | + 1.961 |
| 5      | 3  | Ukyo Katayama         | Tyrrell-Yamaha    | 1:21.877  | 1:20.232  | + 1.974 |
| 6      | 8  | Martin Brundle        | McLaren-Peugeot   | 1:20.819  | 1:20.629  | + 2.371 |
| 7      | 15 | Eddie Irvine          | Jordan-Hart       | 1:21.406  | 1:20.698  | + 2.440 |
| 8      | 30 | Heinz-Harald Frentzen | Sauber-Mercedes   | 1:22.268  | 1:20.858  | + 2.600 |
| 9      | 26 | Olivier Panis         | Ligier-Renault    | 1:23.244  | 1:20.929  | + 2.671 |
| 10     | 14 | Rubens Barrichello    | Jordan-Hart       | 1:21.498  | 1:20.952  | + 2.694 |
| 11     | 4  | Mark Blundell         | Tyrrell-Yamaha    | 1:21.731  | 1:20.984  | + 2.726 |
| 12     | 6  | Jos Verstappen        | Benetton-Ford     | 1:21.141  | 9:03.939  | + 2.883 |
| 13     | 27 | Jean Alesi            | Ferrari           | 1:21.280  | 1:21.206  | + 2.948 |
| 14     | 7  | Philippe Alliot       | McLaren-Peugeot   | 1:22.915  | 1:21.498  | + 3.240 |
| 15     | 23 | Pierluigi Martini     | Minardi-Ford      | 1:24.440  | 1:21.837  | + 3.579 |
| 16     | 9  | Christian Fittipaldi  | Footwork-Ford     | 1:22.375  | 1:21.873  | + 3.615 |
| 17     | 29 | Andrea de Cesaris     | Sauber-Mercedes   | 1:23.573  | 1:21.946  | + 3.688 |
| 18     | 25 | Eric Bernard          | Ligier-Renault    | 1:23.269  | 1:22.038  | + 3.780 |
| 19     | 10 | Gianni Morbidelli     | Footwork-Ford     | 1:22.311  | 1:30.262  | + 4.053 |
| 20     | 24 | Michele Alboreto      | Minardi-Ford      | 1:22.379  | 1:22.379  | + 4.121 |
| 21     | 20 | Erik Comas            | Larrousse-Ford    | 1:22.754  | 1:22.487  | + 4.229 |
| 22     | 11 | Alessandro Zanardi    | Lotus-Mugen/Honda | 1:23.361  | 1:22.513  | + 4.255 |
| 23     | 31 | David Brabham         | Simtek-Ford       | 1:24.181  | 1:22.614  | + 4.356 |
| 24     | 12 | Johnny Herbert        | Lotus-Mugen/Honda | 1:23.306  | 1:22.705  | + 4.447 |
| 25     | 19 | Olivier Beretta       | Larrousse-Ford    | 1:24.645  | 1:22.899  | + 4.641 |
| 26     | 32 | Jean-Marc Gounon      | Simtek-Ford       | 1:26.678  | 1:24.191  | + 5.933 |
| 27     | 34 | Bertrand Gachot       | Pacific-Ilmor     | 1:26.521  | 1:24.908  | + 6.650 |
| 28     | 33 | Paul Belmondo         | Pacific-Ilmor     | 1:28.334  | 1:26.275  | + 8.017 |
| Fonte: |    |                       |                   |           |           |         |

### Corrida
| Pos.   | Nº | Piloto                | Construtor        | Voltas | Tempo/Diferença  | Grid | Pontos |
| ------ | -- | --------------------- | ----------------- | ------ | ---------------- | ---- | ------ |
| 1      | 5  | Michael Schumacher    | Benetton-Ford     | 77     | 1.48:00.185      | 1    | 10     |
| 2      | 0  | Damon Hill            | Williams-Renault  | 77     | + 20.827         | 2    | 6      |
| 3      | 6  | Jos Verstappen        | Benetton-Ford     | 77     | + 1:10.329       | 12   | 4      |
| 4      | 8  | Martin Brundle        | McLaren-Peugeot   | 76     | Pane elétrica    | 6    | 3      |
| 5      | 4  | Mark Blundell         | Tyrrell-Yamaha    | 76     | + 1 volta        | 11   | 2      |
| 6      | 26 | Olivier Panis         | Ligier-Renault    | 76     | + 1 volta        | 9    | 1      |
| 7      | 24 | Michele Alboreto      | Minardi-Ford      | 75     | + 2 voltas       | 20   |        |
| 8      | 20 | Erik Comas            | Larrousse-Ford    | 75     | + 2 voltas       | 21   |        |
| 9      | 19 | Olivier Beretta       | Larrousse-Ford    | 75     | + 2 voltas       | 25   |        |
| 10     | 25 | Eric Bernard          | Ligier-Renault    | 75     | + 2 voltas       | 18   |        |
| 11     | 31 | David Brabham         | Simtek-Ford       | 74     | + 3 voltas       | 23   |        |
| 12     | 28 | Gerhard Berger        | Ferrari           | 72     | Motor            | 4    |        |
| 13     | 11 | Alessandro Zanardi    | Lotus-Mugen/Honda | 72     | + 5 voltas       | 22   |        |
| 14     | 9  | Christian Fittipaldi  | Footwork-Ford     | 69     | Transmissão      | 16   |        |
| Ret    | 2  | David Coulthard       | Williams-Renault  | 59     | Spun Off         | 3    |        |
| Ret    | 27 | Jean Alesi            | Ferrari           | 58     | Câmbio           | 13   |        |
| Ret    | 23 | Pierluigi Martini     | Minardi-Ford      | 58     | Spun Off         | 15   |        |
| Ret    | 30 | Heinz-Harald Frentzen | Sauber-Mercedes   | 39     | Câmbio           | 8    |        |
| Ret    | 12 | Johnny Herbert        | Lotus-Mugen/Honda | 34     | Pane elétrica    | 24   |        |
| Ret    | 29 | Andrea de Cesaris     | Sauber-Mercedes   | 30     | Colisão          | 17   |        |
| Ret    | 10 | Gianni Morbidelli     | Footwork-Ford     | 30     | Colisão          | 19   |        |
| Ret    | 7  | Philippe Alliot       | McLaren-Peugeot   | 21     | Vazamento d'água | 14   |        |
| Ret    | 32 | Jean-Marc Gounon      | Simtek-Ford       | 9      | Handling         | 26   |        |
| Ret    | 3  | Ukyo Katayama         | Tyrrell-Yamaha    | 0      | Colisão          | 5    |        |
| Ret    | 15 | Eddie Irvine          | Jordan-Hart       | 0      | Colisão          | 7    |        |
| Ret    | 14 | Rubens Barrichello    | Jordan-Hart       | 0      | Colisão          | 10   |        |
| DNQ    | 34 | Bertrand Gachot       | Pacific-Ilmor     |        |                  |      |        |
| DNQ    | 33 | Paul Belmondo         | Pacific-Ilmor     |        |                  |      |        |
| Fonte: |    |                       |                   |        |                  |      |        |

## Tabela do campeonato após a corrida
| Pos.   | Piloto             | Pontos |
| ------ | ------------------ | ------ |
| 1      | Michael Schumacher | 76     |
| 2      | Damon Hill         | 45     |
| 3      | Gerhard Berger     | 27     |
| 4      | Jean Alesi         | 19     |
| 5      | Rubens Barrichello | 10     |
| Fonte: |                    |        |

| Pos.   | Construtor       | Pontos |
| ------ | ---------------- | ------ |
| 1      | Benetton-Ford    | 81     |
| 2      | Ferrari          | 52     |
| 3      | Williams-Renault | 49     |
| 4      | McLaren-Peugeot  | 17     |
| 5      | Jordan-Hart      | 14     |
| Fonte: |                  |        |

- Nota: Somente as primeiras cinco posições estão listadas.